# Eunidia subpygmaea
Eunidia subpygmaea är en skalbaggsart som beskrevs av Stefan von Breuning 1965. Eunidia subpygmaea ingår i släktet Eunidia och familjen långhorningar.
Artens utbredningsområde är Kenya. Inga underarter finns listade i Catalogue of Life.